# Anarta fasciata
Anarta fasciata är en fjärilsart som beskrevs av Yi-Xin Chen 1982. Anarta fasciata ingår i släktet Anarta och familjen nattflyn. Inga underarter finns listade i Catalogue of Life.